# Chassalia virgata
Chassalia virgata är en måreväxtart som beskrevs av Talbot. Chassalia virgata ingår i släktet Chassalia och familjen måreväxter. Inga underarter finns listade i Catalogue of Life.